# Злешево
Злешево (мкд. Злешево) је насеље у Северној Македонији, у југоисточном делу државе. Злешево је насеље у оквиру општине Струмица.

## Географија
Злешево је смештено у југоисточном делу Северне Македоније. Од најближег града, Струмице, насеље је удаљено 16 km јужно.
Насеље Злешево се налази у историјској области Беласица. Насеље је положено на у невеликом пољу између планина Беласице и Плавуш, на приближно 480 метара надморске висине.
Месна клима је континентална.

## Становништво
Злешево је према последњем попису из 2002. године било без становника.
Традиционално становништво у насељу били су етнички Македонци Ненасељено је од седамдесетих година двадесетог века., а претежна вероисповест месног становништва ислам.